# Mickey Free
Mickey Free (1847/1848 - 1914), né sous le nom de Felix Telles, est un éclaireur apache et un chasseur de primes lors de la conquête de l'Ouest,. À la suite de son enlèvement par des Apaches quand il était enfant, il a été élevé comme tel et est devenu un guerrier. Plus tard, il a rejoint les éclaireurs apaches de l'armée américaine, servant à Fort Verde entre décembre 1874 et mai 1878 et a été surnommé Mickey Free.

## Jeunesse
La mère de Telles s'appelait Jesusa Martinez, une femme mexicaine, et son père Santiago Telles,. Ils se sont rencontrés et sont tombés amoureux mais Telles a refusé de se marier avec Jesusa. Son prénom à la naissance était Félix. En 1858, Jesusa avec ses deux enfants, Félix et sa sœur Teodora, a rencontré et a emménagé avec John Ward, un Irlandais qui avait émigré vers le Territoire de l'Arizona pour y établir un ranch. Le recensement des États-Unis du 26 août 1860 pour le village de Sonoita Creek dans le territoire de l'Arizona indique que Felix Ward avait 12 ans, sa sœur Teodora avait 10 ans et sa sœur Mary avait 5 mois. Jesusa Martinez a été inscrite comme âgée de 30 ans et John Ward de 54 ans. Un demi-frère, Santiago Ward, a plus tard soutenu être né le 25 juillet 1860 mais cela contredit le recensement. John Ward et Jesusa avaient cinq enfants avant la mort de Ward en 1867.

## Capture par les Apaches
Felix a été enlevé à l'âge de 12 ans le 27 janvier 1861, par un raid apache Pinal. Il a ensuite été échangé aux apaches Coyotero, également connu sous le nom d'apaches des montagnes blanches. Les faits d'enlèvement eurent des répercussions durables sur les relations entre les Apaches et les États-Unis. John Ward était absent, à Sonoita Creek pour affaires. En rentrant à la maison, il a appris des voisins que son bétail et son beau-fils avaient été pris par les Apaches.
Il est allé tout de suite voir le lieutenant-colonel Pitcairn Morrison au fort Buchanan et croyant que son beau-fils avait été pris par les apaches chiricahuas, a insisté pour une intervention militaire. Le sous-lieutenant George Nicholas Bascom, reçut l'ordre de retrouver sa piste le 28 janvier. Dans la matinée, il ne pouvait pas le localiser. Dans l'après-midi, il a localisé un sentier qui mène vers l'est vers Chiricahua et Apache Pass.
Bascom, commandant de la compagnie C, 7e d'infanterie, savait par expérience que seuls les Chiricahuas iraient à l'est. Ce qu'il n'a pas réalisé, c'est que l'ouverture de Fort Breckinridge sur Aravaipa Creek et la rivière San Pedro dans le pays Pinal obligeait tous les raiders à aller à l'est. Les événements qui ont suivi sont connus sous le nom d'affaire Bascom et ont déclenché les guerres Chiricahua.
Le 4 février 1861, ayant pour ordres de récupérer l'enfant à tout prix, Bascom est allé à Apache Pass pour chercher Cochise, gendre de Mangas Coloradas. Cochise a dit qu'il n'avait pas l'enfant, mais qu'il pensait qu'il savait qui l'avait et qu'il pouvait le ramener sous dix jours. Bascom avait encerclé les Apaches, en informant Cochise qu'ils seraient retenus en otage jusqu'à ce que l'enfant soit rendu. Cochise s'est échappé et a capturé ses propres otages à offrir en échange, mais Bascom a refusé. Une série d'actions de représailles violentes suivit de chaque côté avant que les apaches chiricahuas ne déclarent la guerre.
Telles a été adopté et élevé par Nayundiie, un apache des montagnes blanches, et est devenu frère adoptif de Tlol-dil-zil, plus tard connu sous le nom de John Rope,.

## Éclaireur pour l'armée des États-Unis
Il a rejoint les éclaireurs apaches de l'Armée américaine le 2 décembre 1872 en tant qu'éclaireur et, dans les deux ans, a été promu au grade de sergent. Il a été affecté à Camp Verde pour servir d'interprète, où il a rencontré Al Sieber.
Parce que les soldats ne pouvaient pas prononcer le nom des éclaireurs, ils leur ont donné des surnoms. En raison de ses cheveux roux et d'autres traits, les soldats lui ont allégué une ressemblance à un personnage du roman de Charles Lever de 1840, Charles O'Malley: The Irish Dragoon, nommé « Mickey Free ».
Free a servi comme éclaireur pour George Crook dans la poursuite de Geronimo et Nana. Il a accompagné Crook sur son expédition à la Sierra Madres en 1883 et accompagné Chato et d'autres Apaches lors d'une visite à Washington en 1886.
Il a quitté les éclaireurs en 1893.
Durant sa période en tant que chasseur de primes, Free a traqué l'Apache Kid, qui à un moment avait une récompense de 15 000 $ sur sa tête.

## Vie ultérieure et mort
Après avoir quitté l'armée, Free a déménagé dans la réserve indienne de Fort Apache avec le reste des éclaireurs apaches des montagnes blanches et a vécu le reste de sa vie en tant que fermier jusqu'à sa mort en 1914. Il s'est marié quatre fois et a eu deux fils et deux filles.